# Passy (Senegal)
Passy ist eine städtische Gemeinde (commune) im Département Foundiougne der Region Fatick, gelegen im zentralen Westen Senegals.

## Geographische Lage
Passy liegt im Nordosten des Départements Foundiougne in der Landschaft des Erdnussbeckens, auf halber Strecke zwischen den Städten Kaolack im Nordosten und Sokone im Südwesten.
Passy liegt 28 Kilometer südöstlich der der Départementspräfektur Foundiougne und 151 Kilometer südöstlich von Dakar. Das Gemeindegebiet hat eine Fläche von 11,55 km².

## Geschichte
Im Jahr 1972 wurde Passy Hauptort einer Landgemeinde (communauté rurale). Diese wurde im Jahr 1996 aufgelöst. Der Hauptort Passy erhielt den Status einer städtischen Gemeinde (commune), und aus den anderen Dörfern der Landgemeinde wurden drei neue Landgemeinden gebildet: im Norden Diagane Barka, im Südosten Niassène und im Westen Diossong.

## Bevölkerung
Die letzten Volkszählungen ergaben jeweils folgende Einwohnerzahlen:
| Jahr | Einwohner |
| ---- | --------- |
| 1988 | 27.762    |
| 2002 | 6.177     |
| 2013 | 12.571    |
| 2023 | 18.322    |

Nach dem Zensus 1988 umfasste die Landgemeinde Passy 93 Dörfer. Der Hauptort Passy hatte damals 3849 Einwohner. Das nächstgrößere Dorf war Diossong mit 1144 Einwohnern.

## Verkehr
Passy liegt an der Nationalstraße N 5, die Kaolack durch das Hinterland des Saloumdeltas mit Banjul, der Hauptstadt des Nachbarlandes Gambia verbindet. Die N5 ist zugleich Teil des Dakar-Lagos-Highways, einem der Trans-African Highways. In der Stadtmitte zweigt die asphaltierte N 9 von der N5 in nordwestliche Richtung ab und schafft so die einzige überörtliche Landverbindung zu der Départementspräfektur Foundiougne.
Über die N5 ist Passy mit dem 28 km entfernt gelegenen Flugplatz Kaolack und mit dem nationalen Luftverkehrsnetz verbunden.